# Costante cosmologica
Con costante cosmologica (usualmente indicata con la lettera greca lambda maiuscola: {\displaystyle \Lambda }) ci si riferisce in generale a una componente di energia in grado di integrare il modello cosmologico derivante dalla relatività generale.
Il primo esempio storico di costante cosmologica fu il termine aggiunto da Albert Einstein all'equazione di campo della sua teoria, implicante un universo dinamico, allo scopo di ottenere una soluzione per  un universo statico. La costante cosmologica ha assunto oggi un nuovo ruolo: essa tenta di spiegare l'accelerazione dell'espansione dell'universo e il modello più accreditato è attualmente quello dell'energia del vuoto prevista dalla meccanica quantistica.

## Necessità di una costante per avere soluzioni statiche
Le equazioni di campo, nella prima versione ricavata da Einstein, hanno la forma
{\displaystyle {\mathcal {G}}_{\mu \nu }={8\pi G \over {c^{4}}}T_{\mu \nu }}
dove {\displaystyle {\mathcal {G}}} è il tensore di Einstein che descrive la curvatura dello spazio, {\displaystyle G} la costante gravitazionale e {\displaystyle T} è il tensore stress-energia.
Nel 1917 Albert Einstein formulò il primo modello cosmologico relativistico, caratterizzato da uno spazio di volume finito, ma illimitato. Pur non essendo possibile visualizzare un tale spazio chiuso a tre dimensioni, possiamo ricorrere all'analogia con il caso bidimensionale della superficie di una sfera. Tale modello prevede un universo dinamico, o in contrazione o in espansione, ed Einstein, ritenendo di dover contrastare in particolare la prima possibilità, cioè quella di un collasso sotto l'effetto della gravità, propose l'inserimento nelle equazioni di una costante, {\displaystyle \Lambda }, che compensasse la tendenza a contrarsi (o ad espandersi in altri modelli) dello spazio, modificando la sua equazione nel modo seguente:
{\displaystyle {\mathcal {G}}_{\mu \nu }+\Lambda g_{\mu \nu }={8\pi G \over {c^{4}}}T_{\mu \nu }}
dove g è la metrica dello spaziotempo. Essendo posta a sinistra, la costante veniva intesa come una proprietà dello spaziotempo. Lavori successivi mostrarono che il modello originario di Einstein non è stabile: qualunque minima perturbazione ne provoca o il collasso o l'espansione.
Nel 1922 Alexandr Friedmann fu il primo a mettere in discussione la necessità di tale costante, ipotizzando un universo in espansione. In effetti nel 1929 le osservazioni di Edwin Hubble indicarono l'espansione dell'universo e la presenza di una costante cosmologica positiva {\displaystyle \Lambda } enormemente piccola; tali conclusioni spinsero Einstein a ritenere l'idea della costante cosmologica come "stabilizzatore dell'universo" il suo "più grave errore".

## Energia del vuoto come costante cosmologica
Anche i modelli di espansione possono però includere una costante cosmologica in quanto osservazioni successive hanno mostrato un universo in accelerazione, indicando la presenza di una costante cosmologica positiva attribuita oggi a un'energia oscura, il cui significato fisico è ipoteticamente associato con maggior consenso nella comunità scientifica all'energia del vuoto.
A differenza della costante di Einstein, l'ipotetico contributo della densità di energia del vuoto, ρvac, si colloca a destra nella equazione di campo, secondo la relazione:
{\displaystyle {\mathcal {G}}_{\mu \nu }={8\pi G \over {c^{4}}}(T_{\mu \nu }-c^{2}\rho _{\mathrm {vac} }\,g_{\mu \nu })}
La relazione fra la densità {\displaystyle \rho _{\mathrm {vac} }} e la costante cosmologica è la seguente:
{\displaystyle \Lambda ={{8\pi G} \over {c^{2}}}\rho _{vac}}
Il valore positivo osservato per l'energia del vuoto, circa 10−120, derivante da una prevalenza dei contributi bosonici su quelli fermionici nelle fluttuazioni quantistiche del vuoto fisico, è enormemente più piccolo di quello che ci si aspetterebbe in base alla teoria quantistica dei campi (ciò che costituisce un problema per la teoria), ma sufficiente a fornire una possibile spiegazione dell'espansione accelerata.

## Ricerca di prove empiriche
La natura della costante cosmologica come energia oscura è un problema aperto. Negli anni 2007 e 2008, sono state effettuate dal satellite Chandra della NASA molte osservazioni nello spettro dei raggi X sull'ammasso di galassie Abell 85, distante 740 milioni di anni luce dalla Terra. Queste osservazioni hanno permesso di estendere gli studi sull'energia oscura, rivelando come essa possa influire sulla struttura dello spaziotempo e avvalorare, quanto meno dal punto di vista matematico, la presenza della costante cosmologica intuita da Einstein.
Alcuni fisici ritengono che la costante cosmologica sia una delle costanti della natura e non abbia niente di più misterioso delle altre costanti fondamentali, come la massa dell'elettrone.